# Encyopsidius
Encyopsidius är ett släkte av insekter. Encyopsidius ingår i familjen fjärilsländor.
Kladogram enligt Catalogue of Life:
| Encyopsidius | \| \| Encyopsidius apicalis \| \| \| \| \| \| Encyopsidius promontorii \| \| \| \| |
|              | \| \| Encyopsidius apicalis \| \| \| \| \| \| Encyopsidius promontorii \| \| \| \| |
|              | Encyopsidius apicalis                                                              |
|              |                                                                                    |
|              | Encyopsidius promontorii                                                           |
|              |                                                                                    |